# У Цзясинь
У Цзяси́нь (кит. 吴佳欣, пиньинь Wú Jiāxīn; род. 28 февраля 1997, Пекин или Шанхай) — китайская лучница. Двукратный серебряный призёр молодёжного чемпионата мира 2013 года в Уси, участница летних Олимпийских игр 2016 года.

## Карьера
У Цзясинь начала заниматься стрельбой из лука в 2010 году, в 2013 впервые в карьере приняла участие в международных соревнованиях.
У Цзясинь вошла в состав сборной Китая на летние Олимпийские игры 2016 года в Рио-де-Жанейро. Там она выступила как в индивидуальном, так и в командном турнирах. В предварительном раунде китаянка набрала 653 очка, из которых 15 выстрелов оказались «десяткой» и 10 пришлись во внутреннюю «десятку». Благодаря этому результату она стала шестой сеяной, а сборная Китая набрала 1933 очка. В женском командном турнире У и её соотечественники Цао Хуэй и Ци Юйхун вышли в четвертьфинал, будучи третьей сеяной командой, но сразу же проиграли итальянкам со счётом 3:5. В женском одиночном турнире У Цзясинь победила японку Юки Хаяси (7:1), молдавскую лучницу Александру Мырку (6:0) и соотечественницу Ци в перестрелке. Однако затем она попала на титулованную кореянку и олимпийскую чемпионку 2012 года Ки Бо Бэ, которой уступила 2:6.
У Цзясинь в 2016 году впервые в карьере участвовала в финале Кубка мира в Оденсе, куда попала благодаря серебряной медали на этапе в Медельине. Она стала четвёртой, уступив в матче за бронзу Тань Ятин из Китайского Тайбэя.